# Alessandro Scarlatti
Pietro Alessandro Gaspare Scarlatti (Palermo, 2 mei 1660 - Napels, 24 oktober 1725) was een Italiaans componist van barokmuziek. Hij verwierf vooral bekendheid met zijn oratoria, cantates en (Napolitaanse) opera's. Hij was de vader van Domenico en Pietro Filippo, componist en organist.
Scarlatti werd geboren op Sicilië en kwam uit een muzikale familie: zijn zuster zong als operazangeres. Toen hij negentien was, schreef hij zijn eerste oratorium, dat in Rome opgevoerd werd. Na de opvoering van de opera Gli Equivoci nell’amore in 1679 werd hij kapelmeester bij Christina van Zweden, die in Rome in ballingschap leefde. Hij trouwde met Antonia Anzalone, met wie hij tien kinderen kreeg.
In 1684 kreeg hij een aanstelling in Napels bij de onderkoning van Spanje, de markies del Scarpio. In 1702 verliet hij de stad, werkte in Florence voor Ferdinando de' Medici, een begaafde musicus en de zoon van een van de rijkste mannen in Europa, Cosimo III de' Medici. Ferdinando was eigenaar van een bijzonder instrument, de voorloper van de piano, gebouwd door Bartolomeo Cristofori.  De kardinalen Pietro Ottoboni en Benedetto Pamphili waren verrukt van zijn muziek en schreven libretto's. Ottoboni bezorgde Scarlatti in 1703 een aanstelling in de Santa Maria Maggiore.
Na bezoeken aan Venetië en Urbino, waar zijn zoon Domenico een aanstelling had, blijkt Scarlatti in 1708 teruggekeerd te zijn naar Napels. Johann Adolf Hasse kwam hem daar opzoeken en was een van zijn laatste leerlingen. De opvoering van de zijn opera Tigrane in 1715 schijnt spectaculair te zijn geweest.
Van 1717 tot 1723 werkte Scarlatti opnieuw in Rome.

## Werk
Van de veertig opera's die hij had gecomponeerd zijn er zeven volledig bewaard gebleven. Mitridate Eupatore schijnt zijn beste opera te zijn, La Giuditta een interessant oratorium, maar nog zonder koormuziek.
Scarlatti heeft 38 oratoria geschreven. Zijn muziek is spontaan en verrassend, soms ook onsamenhangend.
Scarlatti had een grote invloed op de muziek van Georg Friedrich Händel. Rond 1708 ontmoetten ze elkaar bijna dagelijks.